# Uaso Nyiro
Der Uaso-Nyiro-Fluss ist ein Fluss in Kenia.

## Geografie
Der Fluss entspringt in der Aberdare Range. Von dort fließt er in nördliche Richtung. Bei dem Ort Nyahururu befinden sich die 72 Meter hohen Thomson-Wasserfälle, über die er stürzt. Von dort macht er einen weiten Bogen nach Osten über Archers Post, um nach den Chanler’s Falls in die Lorian Swamp zu fließen. Nach dem Verlassen der Sümpfe kennt man ihn unter dem Namen Lagh Dera. Er fließt weiter in östliche Richtung, bis er sich schließlich mit dem Juba kurz vor dessen Mündung vereinigt.

## Einzugsgebiet
Das Einzugsgebiet des Lagh Dera umfasst mit Anteilig etwa 200.000 km² ein Drittel der Landesfläche Kenias. Allerdings trägt es nur einen geringen Teil zum Abfluss bei. Er erreicht nur selten überhaupt Somalia, und nur bei Hochwasser.

## Nationalparks
Der Fluss ist die  Lebensader des 165 Quadratkilometer großen Samburu National Reserve und weiterer Nationalparks in Kenia, darunter das Shaba-Nationalreservat und das Buffalo-Springs-Nationalreservat. Am Fluss leben zahlreiche Tiere und es gibt zahlreiche Krokodile im Fluss.